# Bago (regio)
Bago is een regio van Myanmar. De hoofdstad is Bago. Bago was het centrum van het historische koninkrijk Pegu.
Bago telt naar schatting 6.230.000 inwoners op een oppervlakte van 39.404 km².

## Religie
De grootste religie in Bago is het boeddhisme, maar er zijn ook kleinere aantallen christenen, hindoes en moslims.
| Religieuze samenstelling (2014) | Religieuze samenstelling (2014) | Religieuze samenstelling (2014) | Religieuze samenstelling (2014) | Religieuze samenstelling (2014) |
| ------------------------------- | ------------------------------- | ------------------------------- | ------------------------------- | ------------------------------- |
|                                 |                                 |                                 |                                 |                                 |
| Boeddhisme                      | Boeddhisme                      |                                 | 93,5%                           | 93,5%                           |
| Christendom                     | Christendom                     |                                 | 2,9%                            | 2,9%                            |
| Islam                           | Islam                           |                                 | 1,2%                            | 1,2%                            |
| Animisme                        | Animisme                        |                                 | 0,1%                            | 0,1%                            |
| Hindoeïsme                      | Hindoeïsme                      |                                 | 2,1%                            | 2,1%                            |
| Geen/Overig                     | Geen/Overig                     |                                 | 0,3%                            | 0,3%                            |